# Disque dur multimédia

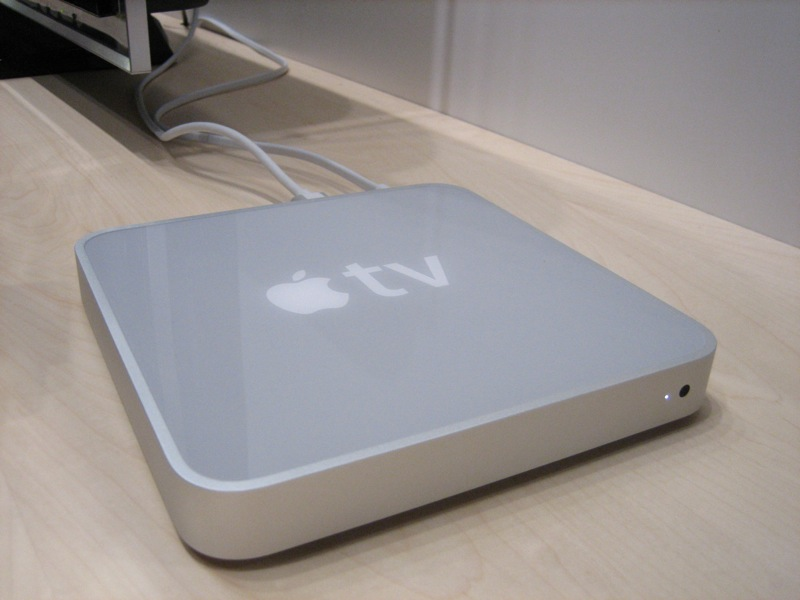
Apple TV, le disque dur multimédia d'Apple.

Un disque dur multimédia est un type de disque dur externe muni, en plus de sa capacité de stockage, de fonctions de décodage de flux multimédias et de sorties auxquelles on peut connecter un dispositif d'affichage et d'écoute, afin de restituer les fichiers multimédias qu'il contient (audio, photo, vidéo) sans passer par un ordinateur.
Ils sont généralement vendus avec une télécommande, qui permet de piloter la lecture des fichiers et la navigation au sein de l'OSD qui s'affiche à l'écran.

## Portabilité
Les disques durs multimédias diffèrent des baladeurs multimédias dans le sens où ils ne disposent pas d'un écran intégré, et où ils ne peuvent pas être utilisés en situation de mobilité, puisqu'ils ne sont pas munis d'une batterie interne, contraignant ainsi à une alimentation électrique par le secteur.

## Encodage
Plus rarement, certains sont aussi capables d'encoder un flux venant d'une source analogique (tuner de télévision ou de radio, caméscope, etc.) ; ils se rapprochent alors des numériscopes, dont ils se distinguent toutefois par le fait qu'ils sont davantage pensés pour être un périphérique d'ordinateur qu'une set-top box. Dans tous les cas, les disques durs multimédias se différencient des media centers dans le sens où ils ne sont pas capables de traiter et de modifier les flux.

## Entrées
Les fichiers qu'un disque dur multimédia contient et peut lire sont importés au moyen d'une connectique de type USB 2, et parfois Wi-Fi et Ethernet, permettant alors d'intégrer le disque dur multimédia au sein d'un réseau domestique, afin d'assumer les mêmes fonctions qu'une passerelle multimédia. Certains disques durs multimédias disposent également d'un lecteur de cartes mémoire, et/ou de la fonction USB Host, de sorte qu'ils peuvent être alimentés en contenus depuis un téléphone mobile, un assistant personnel, un baladeur numérique, un appareil photo ou un caméscope numérique sans passer par un ordinateur.

## Sorties
Les sorties peuvent être analogiques (jack, péritel, RCA, S-Vidéo) et/ou numériques (S/PDIF, HDMI). Certains disques durs multimédias sont capables de décoder des flux haute définition.

## Source
- Henri-Pierre Penel, Test : Les disques durs multimédias, Sciences et Avenir, octobre 2007, p. 93-97.